# داروغه

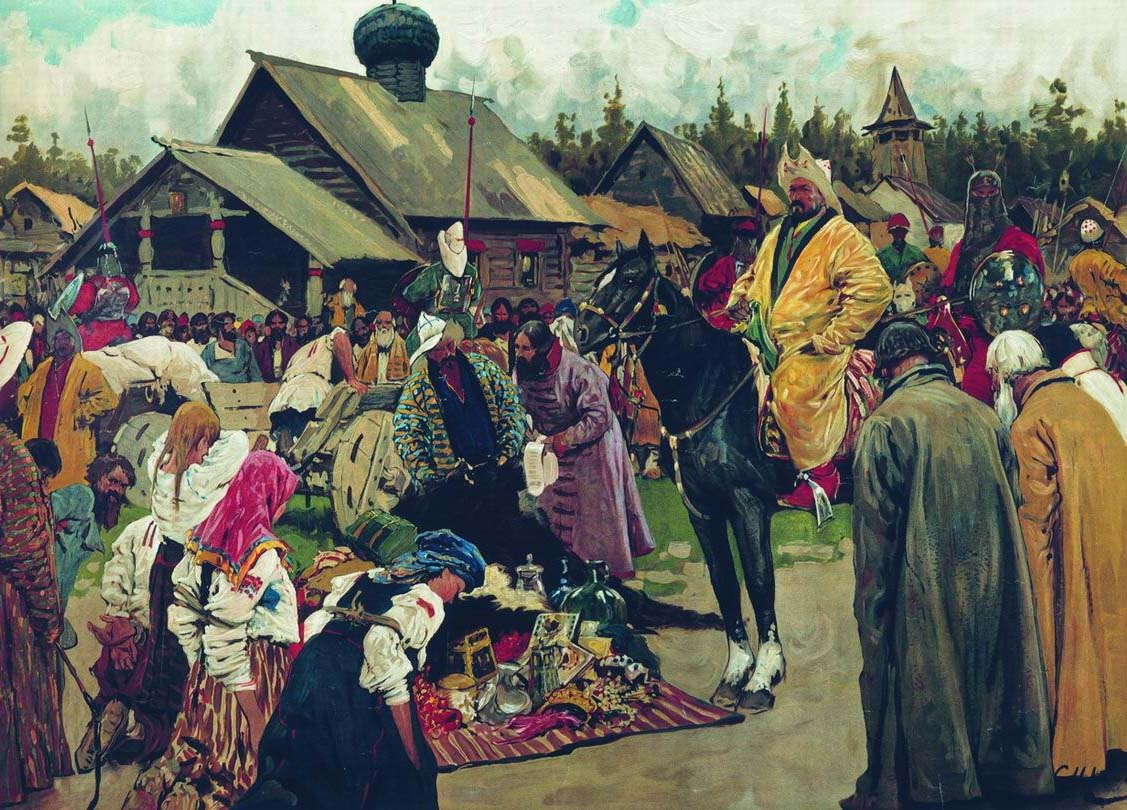
یک داروغه از اردوی زرین در یک شهر روس کیف. اثر سرگی ایوانُف.

داروغه (در اصل داراعه‌چی، مأخوذ از مغولی) سمت انتصابی مسئول انتظام و امنیت شهرها در دوران حکومت ایلخانی‌ها، آق‌قویونلوها، قراقویونلوها و صفوی‌ها بود. در دوران حکومت افشاریه و قاجار نیز این سمت با تغییراتی موجود بود. قدرت و اختیار داروغه‌ها در طول تاریخ و در ایالات و شهرهای مختلف تا حدی متفاوت بوده است.
 این منصب در سلسه مراتب  فئودالی مغولی مورداستفاده قرار داشت. در ایران منصب داروغه هنگامی افزایش یافت که در دوره تیموری، عنوان داروغه به حاکمان تعیین کننده از سوی حکومت شهرهای بزرگ داده شد.

## دوره صفویه
در دوره صفوی کارکرد داروغه متفاوت بود. وظیفه داروغه حفاظت شهر از بی نظمی و هر گونه تهدیدهای امنیتی بود. در این دوره معمولا داروغه تشکیلات انتظامی بازار را تحت حوزه قضایی دیوان بیگی اداره میکرد.داروغه مستقیماً مسئول امنیت بازار در طول شبانه و روز بود.مردانی که از طرف او گشت زنی می کردند،((احداث)) نامیده می شدند. کاسبان اجرتی را به طور منظم به داروغه بابت محافظت می پرداختند.داروغه اختیار جریمه و تنبیه تجار و کاسبان متخلف را بر عهده داشته.